# Clube Desportivo de Mafra
Il Clube Desportivo de Mafra, meglio noto come Mafra, è una società calcistica portoghese con sede nella città di Mafra. Milita nella Liga 3, la terza divisione del campionato portoghese.

## Rosa 2024-2025
| N. |                           | Ruolo | Calciatore         |
| -- | ------------------------- | ----- | ------------------ |
| 1  | Austria (bandiera)        | P     | Martin Fraisl      |
| 2  | Danimarca (bandiera)      | D     | Pontus Texel       |
| 3  | Costa d'Avorio (bandiera) | D     | Chris Kouakou      |
| 4  | Rep. del Congo (bandiera) | D     | Bryan Passi        |
| 5  | Costa d'Avorio (bandiera) | D     | Djé Beni           |
| 7  | Portogallo (bandiera)     | C     | Rodri Matos        |
| 8  | Brasile (bandiera)        | A     | Lucas Gabriel      |
| 9  | Danimarca (bandiera)      | A     | Andreas Nibe       |
| 10 | Portogallo (bandiera)     | C     | Miguel Falé        |
| 11 | Colombia (bandiera)       | A     | Juan Moreno        |
| 14 | Brasile (bandiera)        | D     | Kauê Alves         |
| 15 | Portogallo (bandiera)     | D     | Guilherme Ferreira |
| 17 | Nigeria (bandiera)        | C     | John Kolawole      |
| 19 | Nigeria (bandiera)        | C     | Stanley Iheanacho  |
| 20 | Mali (bandiera)           | C     | Yacouba Maïga      |

| N. |                         | Ruolo | Calciatore      |
| -- | ----------------------- | ----- | --------------- |
| 21 | Portogallo (bandiera)   | C     | Precatado       |
| 22 | Portogallo (bandiera)   | P     | Francisco Lemos |
| 29 | Brasile (bandiera)      | D     | Raphael Rossi   |
| 30 | Nigeria (bandiera)      | P     | Mark Ugboh      |
| 32 | Brasile (bandiera)      | C     | Rodrigo Freitas |
| 39 | Brasile (bandiera)      | C     | Andrey          |
| 45 | Sierra Leone (bandiera) | A     | Alhaji Kamara   |
| 55 | Sint Maarten (bandiera) | D     | Ilounga Pata    |
| 60 | Portogallo (bandiera)   | D     | Gonçalo Barros  |
| 66 | Portogallo (bandiera)   | C     | Diogo Capitão   |
| 70 | Danimarca (bandiera)    | A     | Jonathan Lind   |
| 80 | Portogallo (bandiera)   | C     | Vítor Gonçalves |
| 90 | Nigeria (bandiera)      | A     | Etim            |
| 95 | Honduras (bandiera)     | A     | Bryan Róchez    |

## Rosa 2023-2024
| N. |                           | Ruolo | Calciatore          |
| -- | ------------------------- | ----- | ------------------- |
| 1  | Portogallo (bandiera)     | P     | André Paulo         |
| 3  | Costa d'Avorio (bandiera) | D     | Chris Kouakou       |
| 4  | Portogallo (bandiera)     | D     | João Goulart        |
| 5  | Brasile (bandiera)        | D     | Pedro Barcelos      |
| 6  | Colombia (bandiera)       | C     | Pedro Bravo         |
| 7  | Portogallo (bandiera)     | A     | Mesaque Djú         |
| 8  | Brasile (bandiera)        | A     | Lucas Gabriel       |
| 9  | Portogallo (bandiera)     | A     | Diogo Almeida       |
| 10 | Portogallo (bandiera)     | C     | Pité                |
| 11 | Colombia (bandiera)       | A     | Juan Moreno         |
| 13 | Portogallo (bandiera)     | P     | Tomás Carvalho      |
| 14 | Australia (bandiera)      | D     | Hosine Bility       |
| 15 | Portogallo (bandiera)     | D     | Guilherme Ferreira  |
| 16 | Islanda (bandiera)        | P     | Elías Rafn Ólafsson |

| N. |                          | Ruolo | Calciatore           |
| -- | ------------------------ | ----- | -------------------- |
| 17 | Portogallo (bandiera)    | D     | André Lopes          |
| 18 | Portogallo (bandiera)    | A     | Fábio Sturgeon       |
| 19 | Senegal (bandiera)       | D     | Ousmane Diao         |
| 20 | Portogallo (bandiera)    | C     | Miguel Sousa         |
| 21 | Nigeria (bandiera)       | A     | Friday Etim          |
| 23 | Guinea-Bissau (bandiera) | A     | Madi Queta           |
| 24 | Nigeria (bandiera)       | C     | Oluwatomiwa Kolawole |
| 27 | Danimarca (bandiera)     | A     | Andreas Nibe         |
| 28 | Danimarca (bandiera)     | C     | Valdemar Andreasen   |
| 33 | Nigeria (bandiera)       | C     | Jamiu Musbaudeen     |
| 44 | Danimarca (bandiera)     | D     | Pontus Texel         |
| 66 | Danimarca (bandiera)     | D     | Victor Bak Jensen    |
| 77 | Portogallo (bandiera)    | A     | Rodrigo Matos        |
| 80 | Angola (bandiera)        | C     | Mário Balbúrdia      |

## Rosa 2022-2023
| N. |                          | Ruolo | Calciatore      |
| -- | ------------------------ | ----- | --------------- |
| 2  | Portogallo (bandiera)    | D     | Rena            |
| 3  | Portogallo (bandiera)    | D     | Bura            |
| 4  | Portogallo (bandiera)    | D     | Pedro Pacheco   |
| 5  | Brasile (bandiera)       | D     | Pedro Barcelos  |
| 6  | Brasile (bandiera)       | C     | Kaio            |
| 7  | Brasile (bandiera)       | A     | Pedro Lucas     |
| 9  | Portogallo (bandiera)    | A     | Diogo Almeida   |
| 10 | Portogallo (bandiera)    | C     | Pité            |
| 11 | Portogallo (bandiera)    | C     | Lucas Silva     |
| 12 | Portogallo (bandiera)    | P     | Samuel Silva    |
| 14 | Australia (bandiera)     | D     | Hosine Bility   |
| 15 | Portogallo (bandiera)    | D     | Gui Ferreira    |
| 17 | Portogallo (bandiera)    | C     | Murilo          |
| 18 | Portogallo (bandiera)    | C     | Rodrigo Gui     |
| 20 | Guinea-Bissau (bandiera) | C     | Zidane Banjaqui |

| N. |                           | Ruolo | Calciatore           |
| -- | ------------------------- | ----- | -------------------- |
| 21 | Brasile (bandiera)        | C     | Leandrinho           |
| 22 | Brasile (bandiera)        | C     | Léo Cordeiro         |
| 23 | Brasile (bandiera)        | P     | Renan                |
| 24 | Nigeria (bandiera)        | C     | Oluwatomiwa Kolawole |
| 25 | Costa d'Avorio (bandiera) | D     | Ousmane Diomande     |
| 27 | Portogallo (bandiera)     | D     | Diga                 |
| 29 | Colombia (bandiera)       | D     | Edwin Vente          |
| 30 | Portogallo (bandiera)     | C     | Ença Fati            |
| 34 | Portogallo (bandiera)     | D     | João Goulart         |
| 39 | Angola (bandiera)         | D     | Prospa Ibouka        |
| 45 | Angola (bandiera)         | D     | Loide Augusto        |
| 75 | Portogallo (bandiera)     | C     | Ricardinho           |
| 77 | Nigeria (bandiera)        | C     | Obule Moses          |
| 91 | Brasile (bandiera)        | D     | Patrick Vieira       |
| 99 | Brasile (bandiera)        | C     | Vitor Gabriel        |

## Rosa 2021-2022
| N. |                          | Ruolo | Calciatore        |
| -- | ------------------------ | ----- | ----------------- |
| 1  | Portogallo (bandiera)    | P     | Filipe Neves      |
| 2  | Portogallo (bandiera)    | D     | Tomás Domingos    |
| 3  | Portogallo (bandiera)    | D     | Bura              |
| 4  | Portogallo (bandiera)    | D     | Pedro Pacheco     |
| 5  | Brasile (bandiera)       | D     | Pedro Barcelos    |
| 6  | Brasile (bandiera)       | D     | Bruno Silva       |
| 7  | Portogallo (bandiera)    | C     | Rodrigo Martins   |
| 9  | Paesi Bassi (bandiera)   | A     | Stevy Okitokandjo |
| 11 | Portogallo (bandiera)    | C     | Andrezinho        |
| 13 | Portogallo (bandiera)    | P     | Miguel Santos     |
| 15 | Portogallo (bandiera)    | D     | Guilherme         |
| 17 | Corea del Sud (bandiera) | C     | Lee Gwang-in      |
| 18 | Portogallo (bandiera)    | C     | Rodrigo Gui       |

| N. |                       | Ruolo | Calciatore            |
| -- | --------------------- | ----- | --------------------- |
| 19 | Portogallo (bandiera) | C     | Pedro Aparício        |
| 20 | Brasile (bandiera)    | C     | Lucas Marques         |
| 21 | Brasile (bandiera)    | C     | Leandrinho            |
| 22 | Brasile (bandiera)    | C     | Wenderson             |
| 23 | Brasile (bandiera)    | P     | Renan                 |
| 24 | Francia (bandiera)    | C     | Chahreddine Boukholda |
| 26 | Portogallo (bandiera) | D     | Leandro Silva         |
| 29 | Brasile (bandiera)    | A     | Dieguinho             |
| 33 | Brasile (bandiera)    | A     | Pedro Lucas           |
| 42 | Angola (bandiera)     | C     | Inácio Miguel         |
| 75 | Portogallo (bandiera) | C     | Ricardinho            |
| 98 | Portogallo (bandiera) | A     | Kikas                 |
| 99 | Brasile (bandiera)    | C     | Vitor Gabriel         |

## Rosa 2020-2021
| N. |                        | Ruolo | Calciatore        |
| -- | ---------------------- | ----- | ----------------- |
| 1  | Portogallo (bandiera)  | P     | João Godinho      |
| 2  | Portogallo (bandiera)  | D     | Nuno Campos       |
| 3  | Portogallo (bandiera)  | D     | João Cunha        |
| 4  | Portogallo (bandiera)  | D     | João Miguel       |
| 5  | Brasile (bandiera)     | D     | Pedro Barcelos    |
| 6  | Brasile (bandiera)     | D     | Bruno Silva       |
| 7  | Portogallo (bandiera)  | C     | Rodrigo Martins   |
| 8  | Nigeria (bandiera)     | C     | Fidelis Irhene    |
| 9  | Paesi Bassi (bandiera) | A     | Stevy Okitokandjo |
| 10 | Brasile (bandiera)     | C     | Kaká              |
| 11 | Portogallo (bandiera)  | C     | Andrezinho        |
| 13 | Portogallo (bandiera)  | P     | Filipe Neves      |
| 14 | Brasile (bandiera)     | D     | Barbosa           |
| 15 | Portogallo (bandiera)  | D     | Guilherme         |
| 16 | Portogallo (bandiera)  | C     | Cuca              |

| N. |                          | Ruolo | Calciatore       |
| -- | ------------------------ | ----- | ---------------- |
| 17 | Corea del Sud (bandiera) | C     | Lee Gwang-in     |
| 18 | Portogallo (bandiera)    | C     | Rodrigo Gui      |
| 20 | Portogallo (bandiera)    | C     | Carlos Daniel    |
| 21 | Portogallo (bandiera)    | C     | João Graça       |
| 22 | Brasile (bandiera)       | C     | Wenderson        |
| 23 | Portogallo (bandiera)    | D     | Tomás Domingos   |
| 25 | Portogallo (bandiera)    | C     | André Mesquita   |
| 26 | Serbia (bandiera)        | D     | Dejan Kerkez     |
| 30 | Guinea-Bissau (bandiera) | A     | Abel Camará      |
| 33 | Brasile (bandiera)       | A     | Gustavo Moura    |
| 44 | Portogallo (bandiera)    | D     | Miguel Lourenço  |
| 66 | Portogallo (bandiera)    | C     | Rúben Ramos      |
| 77 | Portogallo (bandiera)    | A     | Edi Semedo       |
| 99 | Portogallo (bandiera)    | P     | Carlos Henriques |

## Palmarès

### Competizioni nazionali
- Campeonato de Portugal: 2

2014-2015, 2017-2018
- Terceira Divisão: 1

2001-2002

### Altri piazzamenti
- Coppa del Portogallo:

Semifinalista: 2021-2022
- Terceira Divisão:

Terzo posto: 2000-2001